# محمد عثمان الجواري
محمد عثمان الجواري (بالصومالية: Maxamed Cusmaan Jawaari)‏ (1945 - 2024) سياسي صومالي، والرئيس الأسبق للبرلمان الاتحادي للصومال.

## النشأة
هو من مواليد 1945 في مدينة أفجوي بمحافظة شبيلي السفلى. وينحدر نسله إلى قبيلة الرحنوين. تقلد منصب وزير المواصلات البرية والجوية في نظام الرئيس محمد زياد بري ومنصب وزير العمل والشئون الاجتماعية ونائب وزير المواصلات.

## الفترة الأولى
انتُخب محمد عثمان الجواري رئيسا لمجلس النواب الفيدرالي الصومالي عام 2012.

## الفترة الثانية
انتُخب محمد عثمان الجواري رئيسا لمجلس النواب الفيدرالي الصومالي للمرة الثانية عام 2017، بحصوله على 141 صوتا من بين 259 عضوا من أعضاء البرلمان الذين حضروا الجلسة.

## استقالته
استقال جواري من منصبه رئيسا لمجلس النواب الفيدرالي عقب توترات سياسية، أدت إلى محاولة أعضاء في المجلس سحب الثقة منه.

## وفاته
توفي في 28 يونيو 2024 في العاصمة الصومالية مقديشو.